# Poder judicial de la Provincia de La Pampa
El Poder Judicial de la Provincia de la Pampa fue creado por la Ley Provincial nº 21, publicada en el Boletín Oficial de Octubre de 1953, poniéndose en funcionamiento a partir del 1 de abril de 1954.
A este Poder le corresponde el conocimiento y la decisión de las controversias que tengan que ver con los puntos regidos por la Constitución y las leyes de la provincia, así como aquellas en que le compete entender de acuerdo con las leyes de la Nación, según las personas o cosas que caigan bajo la jurisdicción respectiva.
La Administración de Justicia en la Provincia de La Pampa es ejercida por el Superior Tribunal de Justicia, Tribunal de Impugnación Penal, Cámaras de Apelaciones en lo Civil, Comercial, Laboral y de Minería, Cámaras en lo Criminal, Juzgados de Primera Instancia en lo Civil, Comercial, Laboral y de Minería, Juzgados de la Familia y el Menor, Juzgados de Audiencia, Juzgados de Control, Juzgados de Instrucción y Correccionales y Juzgados Regionales Letrados. Además integran el Poder Judicial el Procurador General ante el Superior Tribunal de Justicia, los Fiscales de Cámara, Fiscales en lo Correccional, Agentes Fiscales, Agentes Fiscales de Citación Directa, Defensores Generales, Asesores de Menores y los Secretarios.
En la actualidad, el Poder Judicial se encuentra organizado por la Ley Orgánica nº 2574 que entró en vigencia el 1º de marzo de 2011.

## Historia

### Inicios
En 1887, en el entonces Territorio Nacional de la Pampa Central (con capital en General Acha) se creó el primer juzgado letrado y en 1904 se formalizó su traslado a la nueva capital, la ciudad de Santa Rosa.
Aún como Territorio, en 1934, contaba ya con 3 juzgados: dos en Santa Rosa y uno en General Pico, con competencia en todos los fueros.
En el período que comprende los años desde 1952 a 1954, ocurren hechos que son determinantes en la creación y desenvolvimiento del Poder Judicial. El primero de ellos fue la declaración de La Pampa como Provincia y su integración a la Nación a partir de su propia autonomía institucional.
Con la provincialización, llegó la necesidad de conformar los tres poderes que hacen al sistema republicano; es por ello que en septiembre de 1953, el entonces gobernador Dr. Salvador Ananía elevó el proyecto de ley para la aprobación de la estructura y organización de la justicia pampeana, teniendo como base la primera Constitución Provincial.
Sancionada la Ley n° 21 “Orgánica del Poder Judicial”, comienza la tarea de poner en funcionamiento la actividad judicial provincial, situación reflejada en la Acordada n° 8 suscripta por los primeros integrantes del Superior Tribunal de Justicia.
El 1° de abril de 1954, se inician entonces las actividades del Poder Judicial con alrededor de ochenta personas que integraban el Superior Tribunal de Justicia, la Procuración General, dos Juzgados de Primera Instancia en Santa Rosa y uno en General Pico, dos Defensorías Generales, una en General Pico y otra en Santa Rosa y dos Procuradurías Fiscales también en ambas ciudades pampeanas.

### Códigos
Iniciada la década del 60 el Gobierno Provincial dispuso la contratación de especialistas para la redacción de los códigos procesal civil, comercial, y procesal penal.
Ellos fueron los Dres. Ricardo Levenne (hijo) y Santiago Sentís Melendo. El primero elaboró el anteproyecto de código procesal penal, luego convertido en ley, y el segundo aportó las bases para un código de procedimiento civil y comercial que en el Congreso Nacional de Unificación de Legislación Procesal (realizado en Mar del Plata en julio de 1965) fue sugerido como “código modelo” para su aplicación en otras provincias del país.

### Los primeros pasos de la Justicia. Las Circunscripciones
Nuestro Poder Judicial fue pionero en la implementación del Proceso Oral Penal, puesto en práctica en el año 1966 en la flamante Cámara en lo Criminal con jurisdicción en todo el territorio pampeano - presidida en aquel entonces por el Dr. José Carlos Ricci, e integrada por los Dres. Alfredo Carmen Roberto y Santiago Eduardo Lozada, actuando como Secretario el señor Efrén Alvarez - y el primer proceso llevado a cabo por la Cámara atrajo gran cantidad de público que colmó la sede de la entonces Dirección Provincial de Cultura, en donde se desarrolló.
En 1969 se creó en General Acha el Juzgado Número 1º con competencia en todos los fueros, una Fiscalía y una Defensoría, iniciándose así las actividades en la Tercera Circunscripción Judicial de la Provincia.
El dinámico crecimiento de la comunidad pampeana requirió la creación de nuevos organismos judiciales en distintos puntos de la Provincia, así en Victorica (Cuarta Circunscripción Judicial) se crearon 1992 la Defensoría General y en 1996 el Juzgado Regional Letrado y la Fiscalía de Citación Directa.
En 1992, en la Tercera Circunscripción Judicial se ponen en funcionamiento Defensorías Generales en Guatraché y en 25 de Mayo; en 1999 la Fiscalía de citación directa de en esta última localidad.
También se ampliaron el número de Juzgados en las ciudades de Santa Rosa y General Pico, creándose simultáneamente en ambas circunscripciones el fuero de la Familia y el Menor, con un régimen regulatorio propio a cargo de un juez especializado y asesorado de un equipo de asistencia técnica.

### Segunda y Tercera Instancia
Cuando se crea el Poder Judicial, estaba reservada al Superior Tribunal de Justicia la apelación de las causas; cuando se procede a la creación de Cámaras del Crimen, en 1966, se establecen dos en Santa Rosa – con competencia en toda la Provincia – hasta que en 1973 La Segunda Circunscripción Judicial tuvo su Cámara.
Esta creación fue instrumentada por las ley 322 bajo el Gobierno de Ismael Amit y jerarquizó el funcionamiento del Superior Tribunal, ya que de tener competencia para juzgar sobre los hecho y el derecho e materia penal, pasó a ser competente sólo como Tribunal de Casación.
En 1973 se crea en Santa Rosa la Cámara de Apelaciones en lo Civil, Comercial, Laboral y de Minería.

### Reformas
Mediante la Reforma Constitucional de 1994 se crea el Consejo de la Magistratura para la selección y propuesta de magistrados del Poder Judicial.
Los Códigos Procesal Penal y Procesal Civil y Comercial han sido reformados por una necesidad de integración y el esfuerzo de diversos sectores involucrados en la actividad judicial; la efectuada al Código Procesal Civil y Comercial fue producto de una comisión integrada por representantes de los Poderes Legislativo, Ejecutivo y Judicial, del Colegio de Magistrados y Funcionarios y del Colegio de Abogados de la Provincia.
Se introdujeron (en el año 1998) institutos como la Audiencia Preliminar, la Tutela Anticipatoria, la Medida Autosatifactiva y las Cargas Probatorias Dinámicas.
En cuanto a las modificaciones efectuadas al Código Procesal Penal podemos citar: la incorporación del régimen de juicio abreviado, la suspensión de juicio a prueba y la inclusión del querellante particular en el proceso penal.